# 嘉祥北站
嘉祥北站位于中华人民共和国山东省济宁市嘉祥县万张街道王桥村，是日兰高速铁路上的高铁站，于2021年12月26日启用。

## 車站周邊
- 嘉祥县高铁产业孵化器

## 歷史
- 2021年12月26日启用。

## 外部連結
- 中国铁路客户服务中心 （页面存档备份，存于）